# Nicolas Walter
Pour les articles homonymes, voir Walter.
Nicolas Walter, né le 22 novembre 1934 à Londres et mort le 7 mars 2000 est un écrivain, conférencier et activiste britannique, libertaire et athée.
Contributeur assidu de la presse libertaire et socialiste, il a traduit plusieurs textes historiques anarchistes.
Il est membre des Espions pour la paix (en), qui en 1963, publie anonymement un document secret du gouvernement britannique concernant les plans pour protéger l'élite dirigeante dans des bunkers souterrains en cas de guerre nucléaire.
En 1969, il publie le manifeste « About Anarchism » (Pour l'anarchisme) réédité à maintes reprises et traduit en une vingtaine de langues.

## Biographie
Né dans une famille de tradition socialiste, il est le fils de Katherine Monica (née Ratcliffe) et de William Grey Walter, neurophysiologiste cybernéticien et roboticien britannique né sur le sol américain. Son grand-père paternel, Karl Walter, eut des liens d'amitiés avec Pierre Kropotkine et Errico Malatesta. Il est l'un des deux représentants anglais au Congrès anarchiste international d'Amsterdam en 1907. Son grand-père maternel, le journaliste S. K. Ratcliffe, est l'une des principales figures de la libre-pensée en Angleterre.
Il milite tout d'abord au Parti ouvrier (Labour Party) et, pendant ses études à Oxford (1954-1957), participe aux mouvements antimilitariste et libre-penseur.
En 1959, il découvre l'anarchisme en lisant une petite revue libertaire, The University Libertarian, auquel il participera en tant que rédacteur.

### Pacifiste radical
En 1960, il est l'un des fondateurs du Comité des 100 (en), mouvement de résistance non-violente à la guerre nucléaire et à la fabrication et l'utilisation de toutes les armes d'extermination massive.
En 1963, il est l'un des huit fondateurs du groupe d'action directe « Espions pour la paix (en) » qui met au jour les préparatifs du gouvernement en vue d'une guerre nucléaire. 
En mars, les membres du groupe font irruption dans un quartier général secret du gouvernement appelé RSG-6. Ils photographient et copient autant de documents qu'ils le peuvent, puis les reproduisent à 3000 exemplaires, expliquant ce qu'ils ont trouvé. En quelques jours, des manifestations spontanées se déroulent devant le site RSG-6. Les « Espions pour la paix (en) » font les grands titres de la presse britannique.
En 1966, Nicolas Walter est condamné à deux mois de prison ferme pour avoir interrompu le premier ministre Harold Wilson dans une église, afin de protester contre le soutien britannique aux Américains lors de la guerre du Vietnam.
Il participe à de nombreux titres de la presse anarchiste (Freedom, entre autres) et, en se servant de multiples pseudonymes, assure une présence libertaire dans la presse de gauche et généraliste anglaise.
En 1969, il publie About Anarchisme (Pour l'anarchisme), un texte manifeste qui rencontre un large succès et sera traduit dans une vingtaine de langues. La traduction française réalisée par Marianne Enckell est régulièrement rééditée à des dizaines de milliers d'exemplaires jusqu'aux années 2000, en France, en Belgique et au Canada.
Il meurt d'un cancer généralisé le 7 mars 2000 à l'hôpital de Milton Keynes.

## Pensée politique

### Sur la violence
Nicolas Walter déplore la « lueur de violence qui traverse l'anarchisme » et qui, plus qu'aucun autre facteur, est responsable des distorsions largement répandues et des préjugés contre l'anarchisme. Un grand nombre de jeunes anarchistes sont obsédés par la glorification romantique de la conspiration et de la violence dans la tradition amorale de Serge Netchaïev dont le célèbre Catéchisme du révolutionnaire (1868 - faussement attribué à Mikhaïl Bakounine) est encore diffusé dans les milieux de gauche. Pour lui, « la violence est l’exemple extrême de l’usage du pouvoir d’une personne contre une autre, le paroxysme de ce contre quoi nous luttons ».

### Sur l'anarchisme
Pour Nicolas Walter, l'essence de l'anarchisme, la seule chose sans laquelle il n'y a plus d'anarchisme, est la négation de l'autorité sur qui que ce soit par qui que ce soit : « Beaucoup de gens disent que le gouvernement est nécessaire parce qu'il y a des gens qui ne savent pas se conduire, mais les anarchistes disent que le gouvernement est nuisible parce qu'on ne peut faire confiance à personne pour conduire les autres. Si tous les hommes sont à ce point mauvais qu'ils doivent être gouvernés par d'autres, disent-ils, qui est alors assez bon pour gouverner les autres ? Le pouvoir tend à corrompre, et le pouvoir absolu corrompt absolument. D'autre part, les richesses de la terre sont produites par le travail de l'humanité tout entière, et tous les hommes ont un droit égal à prendre part à ce travail et à jouir de son produit. L'anarchisme est un modèle idéal qui exige à la fois la liberté totale et l'égalité totale. »

## Publications
- Humanism: What's in the Word, 1997, Londres, Rationalist Press Association,  (ISBN 0-301-97001-7), Humanism : Finding Meaning in the Word, Prometheus Books, 1998,  (ISBN 1-57392-209-9).
- Blasphemy, Ancient and Modern, 1990, Londres, Rationalist Press Association,  (ISBN 0-301-90001-9).
- About Anarchism, 1969, Londres, Freedom Press, 2002,  (ISBN 0-900384-90-5).
- Nonviolent Resistance : Men Against War, 1963.

### Anarchism: A Documentary History of Libertarian Ideas
- (en) Nicolas Walter : Direct Action and the New Pacifism, 1962, in Robert Graham, Anarchism : A Documentary History of Libertarian Ideas - Volume II - The Emergence of the New Anarchism (1939 to 1977), Montréal/New-York/London, Black Rose Book, 2009, page 198.
- (en) Nicolas Walter : Anarchism and Religion, 1991, in Robert Graham, Anarchism : A Documentary History of Libertarian Ideas - Volume II - The Emergence of the New Anarchism (1939 to 1977), Montréal/New-York/London, Black Rose Book, 2009, page 243.
- (en) Niclas Walter : About Anarchism, 1969, in Robert Graham, Anarchism : A Documentary History of Libertarian Ideas - Volume II - The Emergence of the New Anarchism (1939 to 1977), Montréal/New-York/London, Black Rose Book, 2009, page 309.

### En français
- Pour l’anarchisme, Marianne Enckell et Nicolas Walter (trad. de l’anglais Marianne Enckell), Centre international de recherches sur l'anarchisme (Lausanne), 1981, Éditions Alternative libertaire, 1981, lire en ligne.